# Эдвальд (король Восточной Англии)
Эдвальд был королём Восточной Англии, небольшого англосаксонского королевства, примерно с 796 по 798 год или позже. Он жил в то время, когда Восточная Англия была зависима от Мерсии. После низложения Эдвальда или его смерти контроль Мерсии над Восточной Англией был восстановлен при Кенвульфе, и жители Восточной Англии потеряли свою независимость на четверть века. Сведения о коротком правлении Эдвальда получены почти исключительно из нескольких сохранившихся монет, которые были отчеканены с его именем. Никаких подробностей о его жизни или правлении в качестве короля нет.

## Предыстория
Королевство Восточная Англия (др.-англ. Eastengla rice) было небольшим независимым англосаксонским королевством, включавшим в себя то, что сейчас является английскими графствами Норфолк и Суффолк. Возможно, сюда также входила восточная часть Фенских болот, региона, который был предметом спора между восточными англами и их соседями, мерсийцами. Созданное на волне англосаксонского заселения королевство с VI века управлялось Вуффингами, самым могущественным представителем династии был Редвальд, первый достоверно исторический король. Вуффинги сохраняли свою власть до конца правления Эльфвальда в 749 году. После Эльфвальда восточными англами независимо правили короли неизвестного происхождения, пока в 794 году Этельберт II не был убит по приказу Оффы из Мерсии, который затем укрепил свой контроль над королевством. Восточная Англия недолго вернулась к независимости после 796 года, когда Оффа умер и стал править его сын Эгфрит. Эгфрит умер, правив всего пять месяцев, и после него стал править Мерсией его дальний родственник Кенвульф Восточные англы были завоёваны данами в 869 году и стали частью Денло. В 918 году Восточная Англия была завоёвана Эдуардом Старшим и включена в состав королевства Уэссекс.

## Чеканка
Единственное, что достоверно известно о Эдвальде — его монеты, но их мало. Известно, что существует всего около 12. В то время, когда Оффа правил восточными англами, его мерсийские монеты чеканились в Восточной Англии. Чеканщики, которые продолжали работать на Эдвальда, переняли изящный стиль, в котором использовались рунические буквы, похожие на те, что были на монетах Оффы.

## Правление
Практически ничего не известно о жизни или правлении Эдвальда, и он не упоминается ни в каких источниках. В Англосаксонской хронике отсутствуют какие-либо упоминания о королях Восточной Англии за этот период. Достоверно неизвестно, как долго он был королём. Монеты, отчеканенные в это время, свидетельствуют о том, что восточные англы, вроде бы, восстановили свою независимость на короткий период после смерти Эгфрита, при своём короле Эдвальде, но затем восточные англы были завоёваны после того, как Кенвульф стал королём Мерсии в 798 году. Во время кампании по захвату Восточной Англии, королевство Кент также было возвращено под контроль Мерсии. Хотя даты правления Эдвальда неизвестны, Кенвульф чеканил монеты в Восточной Англии со своим собственным именем примерно в 805 году.